# Peter Nash
Peter Nash – australijski judoka.
Srebrny medalista mistrzostw Oceanii w 1970 roku.